# 北京ダック

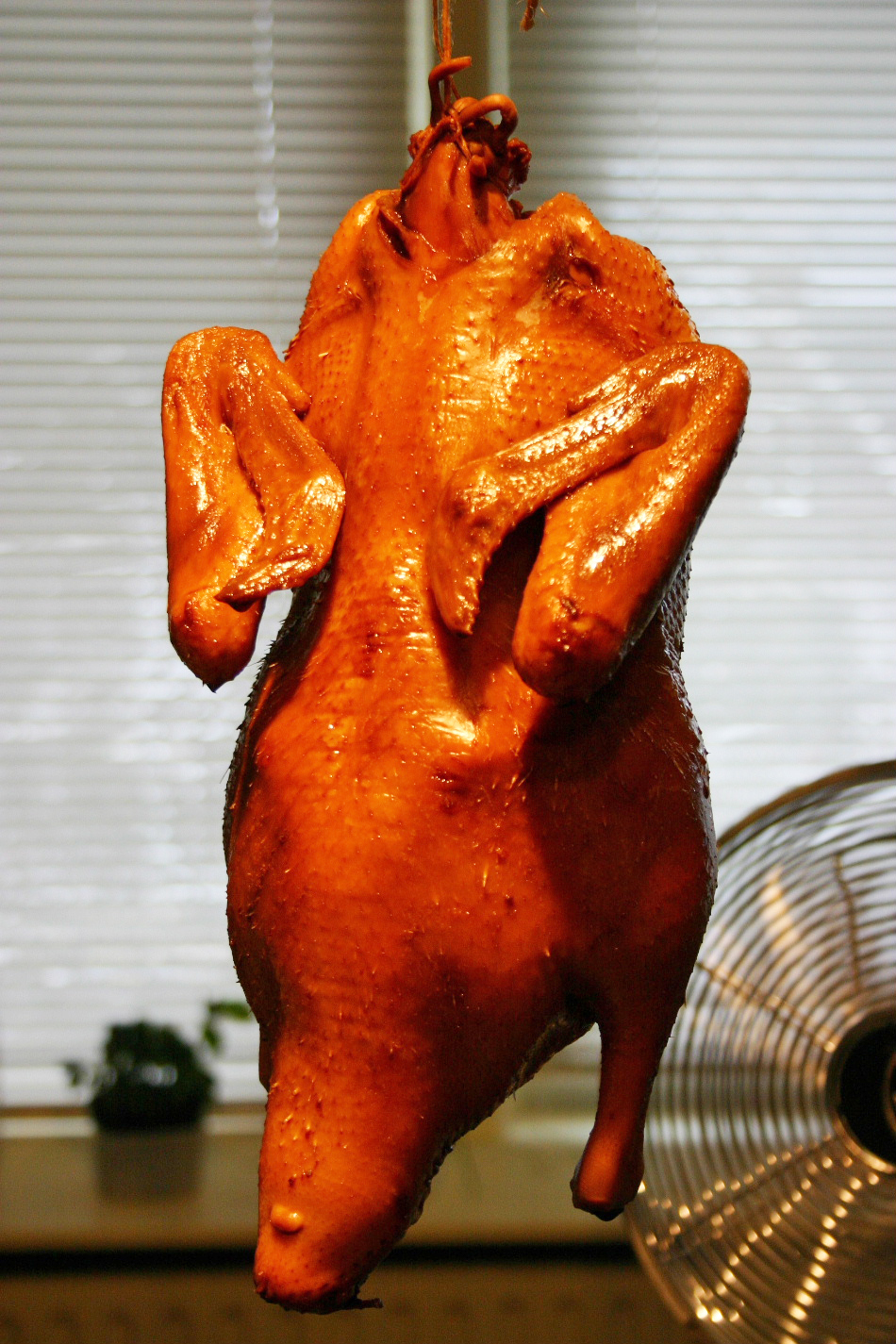
焼かれた北京ダック

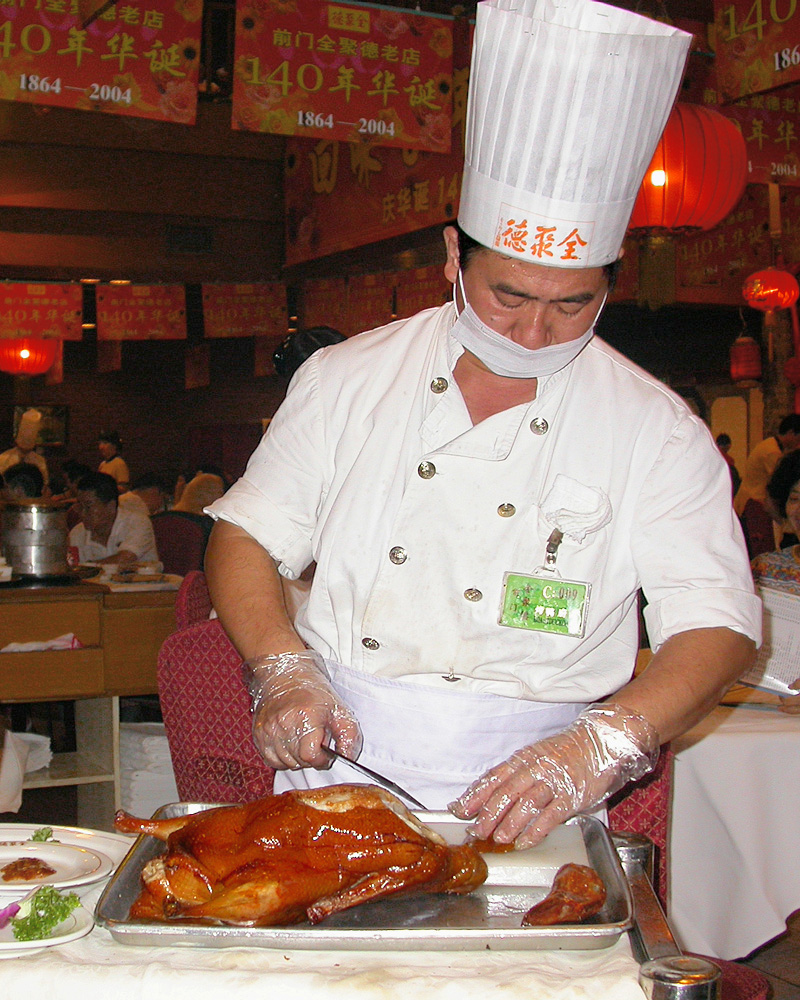
北京ダックのそぎ切り。全聚徳は客の前で皮を削ぎ落す趣向で人気を博した。

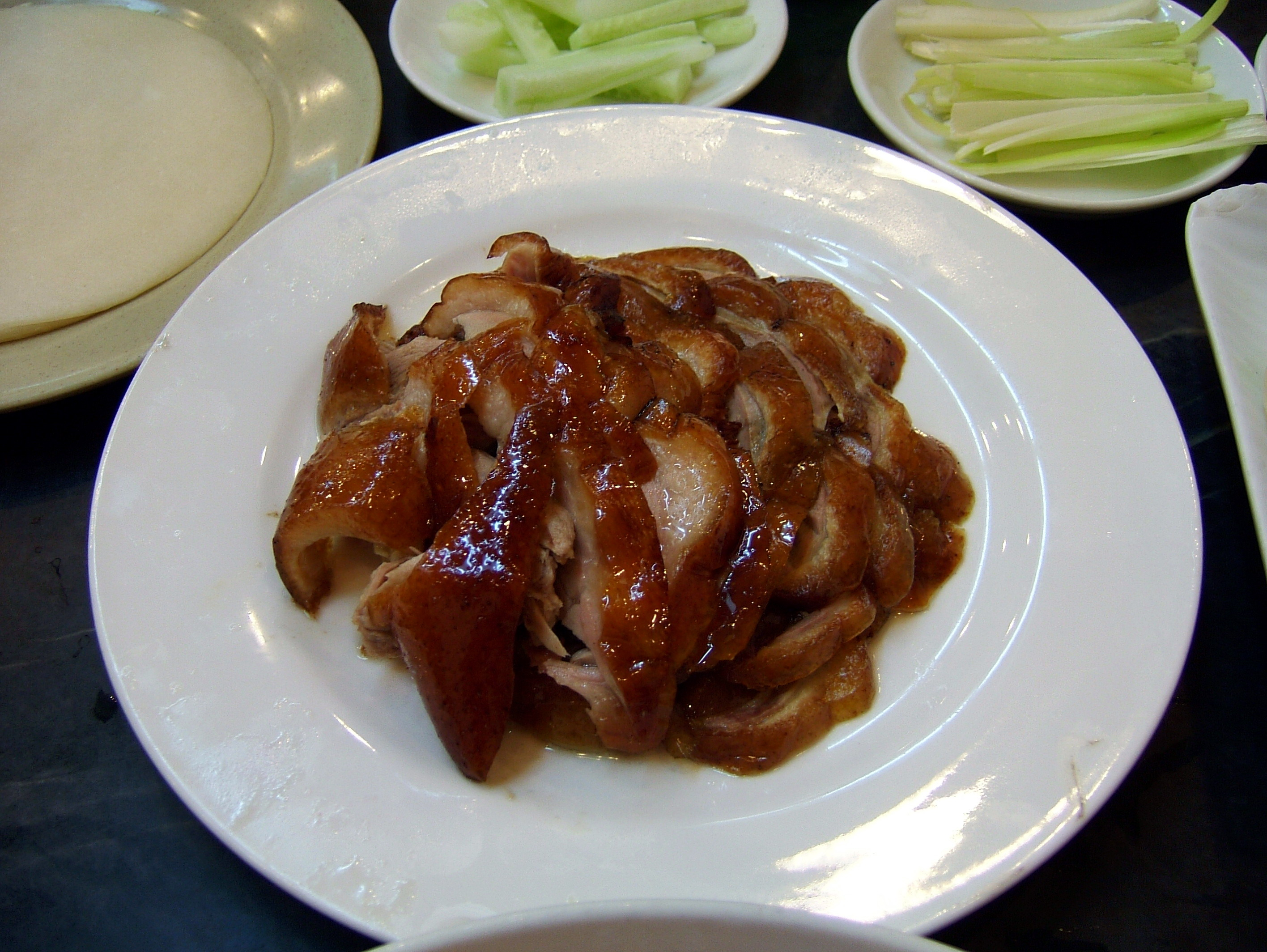
切られた北京ダックと薄餅、キュウリ、ネギ

北京ダック（ペキンダック、北京烤鴨、ベイジンカオヤー、Běijīng kăoyā）は、下処理したアヒルを丸ごと炉で焼く中華料理。北京料理の代表料理のひとつ。香港では「北京填鴨（パッケンティンアップ、Bakging tin'aap）」、台湾では「北平烤鴨（ペイピンカオヤー、Běipíng kăoyā）」とも呼ばれる。

## 概要
炉（窯）の中でアヒルをパリパリに焼き、皮を削ぎ切りにし、「薄餅（バオビン、báobĭng）」または「荷葉餅（ホーイエビン、héyèbĭng）」と呼ばれる小麦粉を薄く延ばして加熱した皮に、ネギ、キュウリや甜麺醤と共に包んで食べる料理である。皮だけを薄く削ぐ店と、ある程度肉も付けて切る店がある。
北京市内の専門店では、「一匹」「半匹」といった単位で北京ダックを注文し、併せて前菜、スープ、揚げ物などのアヒル料理をメニューの中から選ぶ。コース料理の場合は、残った肉の部位は肉料理に加工して食べる。骨のがらは白濁した「鴨湯（ヤータン、yātāng）」と呼ばれるスープを作るのに用い、アヒルの舌が鴨湯の具材にされることもある。通常は皮、肉、骨の三点セットだが、水かき（鴨掌、ヤージャン、yāzhăng）は茹でて辛子和えにし、肝臓は素揚げにして供される。このように、無駄なくアヒルの様々な部位を使用した料理のフルコースを「全鴨席（チュアンヤーシー、quányāxí）」という。

## 歴史
中国においてはアヒルを直火で焼いた料理を「烤鴨（カオヤー、kăoyā」「焼鴨（シャオヤー、shāoyā）」という。烤鴨の歴史は北宋時代にまで遡り、明代の小説『金瓶梅』にはしばしば焼鴨の名前が登場する。烤鴨の起源について、殷の宰相伊尹が湯王に献上した白鳥の炙り焼きを烤鴨の元とする俗説が存在する。
15世紀に明の永楽帝がアヒル料理の盛んな南京から北京に遷都した際に原型となる「金陵塩水鴨」が伝えられ、北方の調理法である炙り焼きの形で宮廷料理に採用された。このため、南京の別称である「金陵」を冠した「金陵叉焼鴨」とも呼ばれた。また、山東発祥説も存在する。
金陵叉焼鴨は固いアヒルの肉を柔らかくするために一度下煮をし、その後肉に大きなさすまた（大叉）を刺して少しの時間火で炙る料理であり、現在の北京ダックとは様子が異なっていた。金陵塩水鴨が北京に伝えられた時、香ばしさと肉の柔らかさを追及するため、調理法に北方遊牧民の食文化の特色である「炙り焼き」の技術が加えられる。広東料理の子豚の丸焼きの技術を学んだという文献も存在する。
当初は宮廷でのみ食されていたが、嘉靖年間（1522年 - 1566年）に民間初の専門店として北京の宣武門街に「金陵老便宜坊」が開店し、後の時代になると「金陵老便宜坊」の評判にあやかった店名を付けた「便意坊」という料理店も開店する。清末になるとアヒルの調理法が多様化し、1864年に開業した「全聚徳（全聚徳烤鴨店）」などのライバル店の台頭によって金陵老便宜坊は閉店に追い込まれた。金陵老便宜坊の閉店後、かつてその店名を真似た便意坊は「便宜坊烤鴨店」に店名を改めて1855年に崇文門街で営業を始め、「金陵老便宜坊」の調理法を受け継いだ南方式の北京ダックを提供している。現在は、中国に限らず、香港、台湾、シンガポール、マレーシア、タイなど中華系住民の住む地域に共通して見る事が出来る料理である。その知名度から世界各地の中華街で看板メニューになっており、日本の北京料理店でも提供する店があり、近年は横浜などには専門店も開店している。また、真空包装や冷凍技術の発達により、中国で焼かれた北京ダックが各国に輸出されている。

## アヒル
明代になって南方の食文化が北京の宮廷に導入された時、北京ダックの食材となるアヒルも南京から北京にもたらされる。当時のアヒルは羽毛が黒く体長も小さかったが、品種改良と人工飼料によって羽が白く脂が乗り、柔らかい肉質のアヒルが造り出される。
北京ダックに使うアヒルは、戦前は北京の城壕（今の二環路）の東便門、朝陽門付近などで飼育されたが、戦後は、北京市郊外、河北省を中心に特殊な方法で飼育されており、料理のみでなく、このアヒルのことをも北京ダックと呼ぶことがある。早く、大きく、脂肪を多く蓄えた状態に育てるために、麦などの高カロリーの餌や配合飼料を口にくわえさせたパイプから胃に流し込んで、強制的に食べさせる（すなわち、フォアグラ生産におけるガヴァージュ同様の強制給餌である）。充填するような食べさせ方、もしくは、この方法で育てられたアヒルを「填鴨（ティエンヤー、tiányā）」と呼ぶ。この填鴨は体質が弱く、気温の変化や怪我への耐性が低い。なお、中国では詰め込み教育の事を「填鴨式教育」と呼ぶ。
ふ化後、約60日目からアヒルに栄養価の高い餌を与え、体重が5kgから6kgに達した時点で出荷する。出荷時期が遅れると肉質が落ち、アヒルの中には急死するものも出てくるため、出荷の際には厳密な検査が行われる。

## 作り方

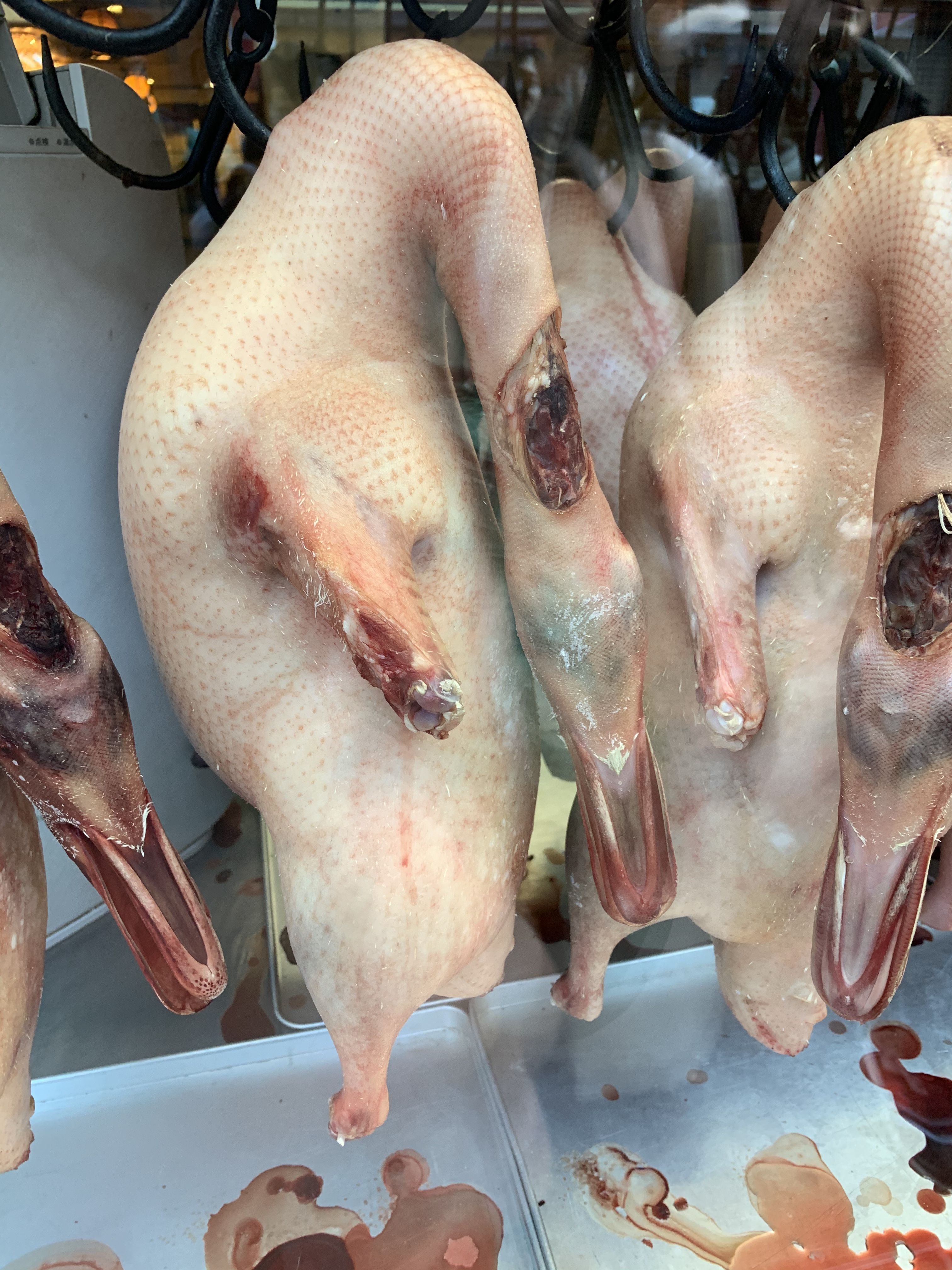
処理中の北京ダック

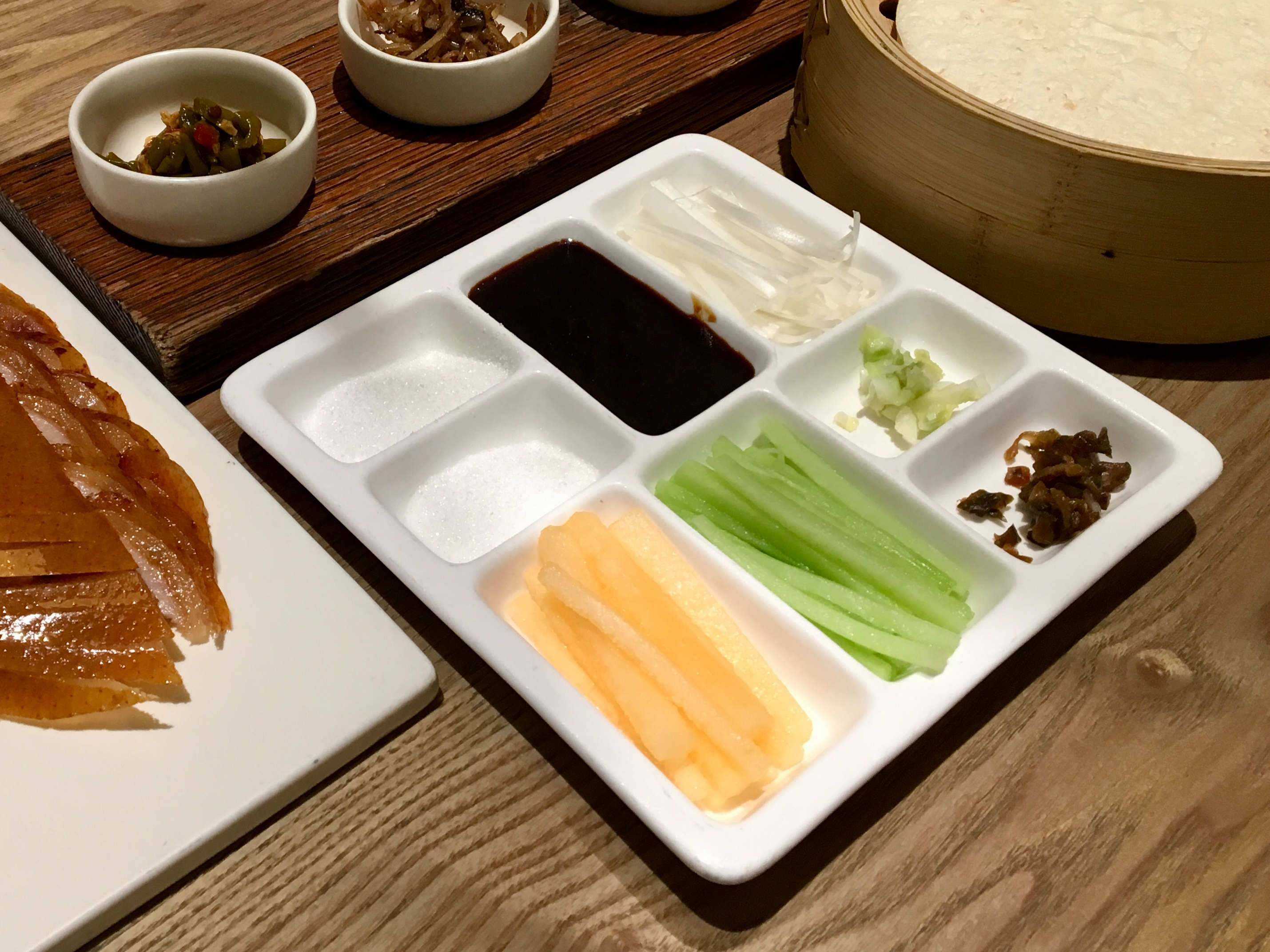
たれのセット

食材とするアヒルを屠殺した後に毛をむしり、内臓を取り出して血を抜き、舌、手羽先、足の部分が取り除かれる。アヒルの体内に空気を入れて膨らませてフックにかけ、熱湯を身体全体にかけて体表に付いた余分な脂を洗い流す。皮に飴糖水（水飴に水を加えて煮溶かしたもの）を塗った後、アヒルは余分な水分を除くために一昼夜吊るされる。この乾燥の工程で肉が腐敗しやすい夏期は北京ダックの調理に不向きであり、本来北京ダックは秋、冬、春の料理だった。現在はアヒルに含まれる余分な水分を蒸発させる装置が考案されたため、季節問わず北京ダックを食することができる。
北京ダックは、炉の中のフックにアヒルを掛けて焼き上げる製法より、「掛爐烤鴨（クワルーカオヤー guàlú kăoyā）」とも呼ばれる。主に焼き方の違いにより、オーブン式の扉付の炉で蒸し焼きにする「闇爐（アンルー、ànlú）」と、扉無しの炉で直火でアヒルを炙る「明暗爐（メイアンルー、míngànlú）」とに分かれる。
明代に考案された闇爐は、最初に炉の中で火を燃やし、残り火と炉の壁の余熱でアヒルを焼き上げる。アヒルの腹の中には香味野菜と調味料、スープが詰め物として入れられており、余熱で蒸し上げられることで詰め物の風味が肉に行き通り、肉が柔らかく仕上がる。その反面、皮の食感は明暗爐で焼かれたアヒルに比べて香ばしさに欠ける。南方式の調理法は、現在も便宜坊烤鴨店などの店舗で受け継がれている。また、闇爐とインドでナンやタンドリーチキンを焼くタンドールという炉との類似点が指摘されている。
清末に全聚徳烤鴨店で考案された明暗爐では、ロシアのペチカと似た扉無しの暖炉でアヒルを薪の直火で焼き上げる。炉内の湿気が低いため、皮の香ばしさが増す点に特徴がある。また、アヒルの肉を柔らかくするため、腹の中には湯が入れられている。北京の専門店にはこの方法でアヒルを焼き上げる店が多い。
北京ダックの一般的な食べ方は、荷葉餅（ホーヨーピン）、甜麺醤および野菜の細切りと組み合わせて食する方法である。切り分けられた鴨の皮や肉を薄い荷葉餅の上にのせ、甜麺醤を塗り、北京ネギの千切りやキュウリの細切りを添えてから、餅で巻いて食べる。
この組み合わせは、鴨の脂と甜麺醤の甘じょっぱさを調和させるとともに、野菜の辛味やさっぱりとした食感によって脂っこさを和らげる役割を持つ。荷葉餅は薄く柔らかいため、調味料や具材をうまく包み込むことができ、定番の組み合わせとなっている。